# Morton Feldman
Morton Feldman (ur. 12 stycznia 1926 w Nowym Jorku, zm. 3 września 1987 w Buffalo) – amerykański kompozytor pochodzenia żydowskiego.
Jedna z najważniejszych postaci XX-wiecznej muzyki współczesnej. Był pionierem notacji indeterministycznej (tzn. takiej, w której nie wszystkie elementy muzyki są sprecyzowane lub określone). Aleatoryzm Feldmana później przyjął się w całej szkole nowojorskiej, w skład której wchodzili tacy muzycy, jak John Cage, Christian Wolff czy Earle Brown. Dzieła Feldmana wyróżniają się innowacjami w notacji muzycznej, które stworzył i stosował aby móc odpowiednio oddać charakterystyczny styl swojej muzyki: wolną, niezorganizowaną rytmikę; rozmycia w wysokościach dźwięków, powodujące wrażenie ogólnego rozmycia utworu; cicha i wolno rozwijająca się muzyka; powracające asymetryczne partie muzyczne. Jego późniejsze prace – powstałe po 1977 – zaczęły również eksplorować ekstrema długości.

## Życiorys
Feldman urodził się w Nowym Jorku w rodzinie emigrantów aszkenazyjskich z Kijowa. Jego ojciec szył płaszcze dziecięce. Jako dziecko Feldman pobierał lekcje gry na fortepianie u Very Mauriny Press, prywatnej nauczycielki muzyki z Nowego Jorku. Jak później mówił, jego nauczycielka wpoiła mu „nie tyle znajomość rzemiosła muzycznego, ile żywą muzykalność”. Pierwszym nauczycielem Feldmana uczącym go kompozycji był Wallingford Riegger, jeden z pierwszych amerykańskich zwolenników Arnolda Schönberga oraz Stefan Wolpe, kompozytor pochodzenia niemiecko-żydowskiego, który pobierał lekcje od Franza Schrekera i Antona Weberna. Większość lekcji Feldmana i Wolpego polegała jedynie na ich wzajemnych rozmowach o muzyce i sztuce.
Na początku 1950 roku Feldman poszedł do New York Philharmonic na występ, którego program obejmował m.in. Symfonię Antona Weberna, op. 21. Po wykonaniu tego utworu, orkiestra miała zagrać utwór Siergieja Rachmaninowa, ale Feldman wyszedł tuż przed jego wykonaniem, przytłoczony pracą Weberna. W holu spotkał Johna Cage’a, który również zjawił się na koncercie i wychodził teraz dokładnie z tego samego powodu. Kompozytorzy szybko stali się dobrymi przyjaciółmi, na znak czego Feldman przeprowadził się na trzecie piętro budynku, w którym mieszkał Cage. Dzięki Cage’owi, spotkał on malarzy takich jak Richard Lippold (którego pracownia znajdowała się naprzeciw jego nowego mieszkania), Sonia Sekula, Robert Rauschenberg i inni, oraz kompozytorów takich jak Henry Cowell, Virgil Thomson czy George Antheil.
Zachęcony przez Cage’a, Feldman zaczął tworzyć utwory które nie miały żadnych związków z systemami czy ideami muzycznymi przeszłości, takimi jak nauka tradycyjnej harmonii lub technika serialna. Eksperymentował z niestandardowymi systemami notacji muzycznej, np. określając, jak wiele dźwięków ma być granych w danym momencie, ale nie określając, których. Eksperymenty Feldmana z użyciem elementu losowości czy prawdopodobieństwa w tworzeniu w zamian zainspirowały Johna Cage’a do skomponowania takich utworów jak Muzyka przemian, gdzie grane dźwięki miały być ustalane poprzez konsultacje z księgą Yijing.
Feldman miał skomponować ścieżkę dźwiękową do filmu Jacka Garfeina z 1961 roku, Something Wild. Jednak po usłyszeniu muzyki do pierwszej sceny, w której odbywa się gwałt na kobiecie (granej przez Carroll Baker, żonę Garfeina), reżyser natychmiastowo zwolnił Feldmana, postanawiając zatrudnić zamiast niego Aarona Coplanda. Mawiano, że słowa oburzonego reżysera brzmiały: „Moja żona ma zostać zgwałcona, a ty piszesz muzykę na dzwonki i czelestę?”.
Przez Cage’a Feldman poznał bardzo wiele innych osób ważnych w nowojorskim światku artystycznym, między innymi Jacksona Pollocka, Philipa Gustona, Marka Rothkę oraz Franka O’Harę. Znalazł wiele inspiracji w obrazach ekspresjonizmu abstrakcyjnego, i w latach 70. napisał sporo utworów o długości ok. 20 minut, takich jak Rothko Chapel (1971, inspirowany budynkiem o tej samej nazwie, będącym muzeum sztuki Marka Rothko) lub For Frank O’Hara (Dla Franka O’Hary, 1973). W 1977 napisał operę Neither (na język polski tytuł można przetłumaczyć jako „Żaden z nich dwóch”) z librettem Samuela Becketta.
W roku 1973, mając 47 lat, Feldman został profesorem Edgarda Varèse (tytuł wymyślony przez niego samego) na Stanowym Uniwersytecie Nowego Jorku w Buffalo. Zanim się to stało, Feldman utrzymywał się jako pełnoetatowy pracownik rodzinnej fabryki tekstylnej w Nowym Jorku.
Później Feldman zaczął komponować bardzo długie utwory, z których jest najbardziej znany. Najczęściej składały się one z jednej długiej części, rzadko były krótsze niż pół godziny, a często osiągały długość znacznie większą. Prace te to m.in. Kwartet smyczkowy ze skrzypcami (1985, ok. 2 godzin), For Philip Guston (Dla Philipa Gustona, 1984, ok. 4 godziny) oraz, najdłuższy z nich, monumentalny Kwartet smyczkowy II (1983, ok. 6 godzin bez żadnej przerwy). Kwartet smyczkowy II miał pełną premierę w Cooper Union, w Nowym Jorku, w 1999 roku. Pełne nagranie nastąpiło w 2003 (trwa 6 godzin i 7 minut). Zazwyczaj prace te mają bardzo wolne tempo rozwoju (jeśli w ogóle można mówić w nich o rozwoju dynamiki), a dźwięki są zwykle bardzo ciche. W swoim wykładzie z 1982, Feldman zauważył: „Czy mamy, na przykład w muzyce, cokolwiek co naprawdę wymazałoby wszystko? Coś, co po prostu zostawiłoby nas z białą kartką?”.
Feldman ożenił się z kanadyjską kompozytorką, Barbarą Monk, krótko przed swoją śmiercią. Zmarł z powodu raka trzustki w 1987, w swoim domu w Buffalo.